# Чиледу
Чиледу, Эке-Чиледу (монг. Чилэдү) — знатный меркит, живший во второй половине XII века. Был младшим братом меркитского правителя Тохтоа-беки.

## Биография
В молодые годы за Чиледу была сосватана Оэлун, девушка из племени олхонут. По возвращении от родителей невесты в земли меркитов Чиледу и Оэлун попали в западню, устроенную монгольским вождём Есугеем и его братьями Некун-тайджи и Даритай-отчигином. Испугавшись, Чиледу попытался бежать, но всадники пустились за ним в погоню. Когда Чиледу возвратился к Оэлун, та приказала ему оставить её и немедленно уезжать. На память она дала жениху свою рубашку — по монгольским поверьям, подобным жестом Оэлун передавала любимому часть своей души. Чиледу поскакал вверх по Онону; некоторое время Есугей с братьями преследовали его, но вскоре возвратились к Оэлун. Девушка стала женой Есугея и родила ему пятерых детей; старший из них, Тэмуджин, позднее станет известным как Чингисхан. 
Около 1184 года Тохтоа-беки, мстя за похищение Оэлун, во главе трёхсот воинов напал на становище Тэмуджина; его молодая жена Бортэ, вдова Есугея Сочихэл и служанка Хоачхин были взяты меркитами в плен. Поскольку к этому времени Чиледу уже не было в живых, похищенные женщины согласно обычаю были отданы его младшему брату Чильгеру. Однако вскоре, собрав войско, Тэмуджин выступил против меркитов и, разгромив неприятеля, вернул Бортэ. 

## Образ в искусстве
В литературе
- «Жестокий век» — роман советского писателя И. К. Калашникова. В этой книге Чиледу является не нойоном, а полусвободным батраком — харачу.
- «Повелитель Вселенной» — роман американской писательницы Памелы Сарджент (1993).

В кино
- «Чингисхан» (Великобритания, США, СССР, Италия; 1992); в роли — Джон Сэксон;
- «Чингисхан» (Китай, 2004);
- Выживший Чиледу выступает одним из антагонистов фильма «Монгол» (Россия, Германия, Казахстан, 2007).